# Camel (musikgrupp)
Camel är en brittisk musikgrupp som bildades 1971 i Surrey i England. Bandet hör genremässigt till progressiv rock.
Camel har varit en framträdande grupp inom prog- och symfonirock. Dock har gruppen hamnat i skuggan av de stora progressiva rockbanden, som Alan Parsons Project, Pink Floyd, Yes, King Crimson och Genesis. Musiken är ofta drömlik och har influenser från såväl jazz och folkmusik som rock. Konceptalbumet The Snow Goose (1975) och uppföljaren Moonmadness (1976) tillhör de mer framgångsrika av Camels album.
Originalmedlemmar var Andrew Latimer (sång, flöjt, gitarr), Peter Bardens (orgel och keyboard), Doug Ferguson (bas) och Andy Ward (trummor). Under bandets långa karriär genomgick det många förändringar, med Andrew Latimer som bandledare och ende ursprungliga medlem.

## Historia

### 1971–1975

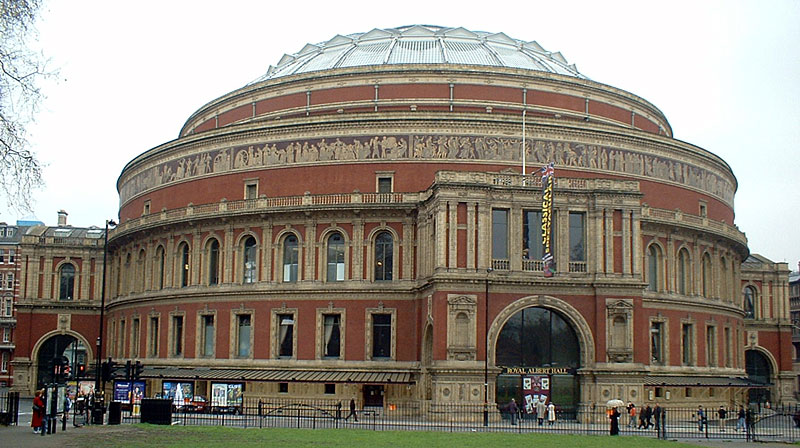
Royal Albert Hall i London.

Camel bildades 1971, då Peter Bardens (keyboard, sång) kom in tillsammans med Andrew Latimer (gitarr, flöjt, sång), 
Andy Ward (trummor) och Doug Ferguson (bas) i ett band som hette The Brew.
De bytte namn till Camel och spelade sin första konsert på Waltham Forest Technical College som förband till Wishbone Ash 4 december.
I augusti 1972 skrev Camel skivkontrakt med MCA Records och gav ut debutalbumet Camel. Skivan blev ingen succé, mycket därför att den var präglad av olika stilarter. Bandet gick så över till Decca Records där de 1974 gav ut sitt andra album Mirage. Detta album fick ett omslag som påminde mycket om cigarettmärket Camel. Detta medförde att de måste ändra omslaget för den amerikanska versionen. Det var på detta album Camel började utveckla sin distinkta ljudbild, markerad av gruppens flytande invecklade rytmer och en oförutsägbar instrumental växling mellan Peter Bardens och Andrew Latimer. Låten "The White Rider" som finns på denna skiva skrevs av Andrew Latimer. Han hämtade sin inspiration från J.R.R. Tolkiens Ringarnas herre.
År 1975 kom deras instrumentala konceptalbum The Snow Goose ut, inspirerad av Paul Gallicos novell med samma namn. Det ovanliga med detta album var att det inte hade någon sång, och musiken följde den känslomässiga cirkeln i historien i novellen. Albumet sålde mycket bra och klättrade upp på "British Top 30". Den 17 oktober 1975 framförde Camel The Snow Goose inför en fullsatt Royal Albert Hall ackompanjerade av London Symphony Orchestra.

### 1976–1980
År 1976 gav de ut albumet Moonmadness, baserat på sånger skrivna av de fyra bandmedlemmarna. Detta album hade en annorlunda ljudbild än den förra skivan, men detta blev inte lika väl mottaget av den engelska fanskaran. Albumet blev dock mer framgångsrikt i USA, där det nådde nummer 118 på Billboard 200-listan, den högsta listplaceringen bandet skulle komma att få i USA.
Camels medlemsuppsättning ändrades flera gånger under bandets historia. Detta började 1976 när Mel Collins (saxofon) kom med som femte medlem. Doug Ferguson slutade 1977 på grund av att Andy Ward hävdade att hans utveckling som trumslagare, med experimenterande inom jazz, blev hämmad av Ferguson. Detta skulle senare visa sig vara ett olyckligt felsteg för bandet, eftersom Doug Ferguson med sin tid i militären hade en god disciplin och var en person som hindrade strider inom bandet. Detta gällde då speciellt låtskrivarstriderna mellan Andrew Latimer och Peter Bardens.
Senare år 1977 ersattes Doug Ferguson av Richard Sinclair (från Caravan, bas och sång). Med dessa medlemmar gav Camel ut albumen Rain Dances och Breathless, som bägge avlägsnade sig från de tidigare utgåvorna rent stilmässigt. Detta skedde mycket på grund av de nya medlemmarna som var med på att framhäva den nya musikaliska aspekten. Dessa utgåvor var jazzpräglade och mer eller mindre utformade för att få speltid i radio. Detta radikala skifte fick varierat mottagande bland fansen. Den 30 juli 1978, direkt innan bandet skulle ut på turné lämnade Peter Bardens bandet efter att det hade varit mycket spänning mellan honom och Andrew Latimer. In kom Dave Sinclair (kusin till Richard, keyboard) och Jan Schelhaas (från Caravan, keyboard). Sinclair-kusinerna lämnade bandet direkt efter turnén och ersattes av Kit Watkins från Happy the Man på keyboard och Colin Bass (bas).
Denna uppsättning (Andrew Latimer, Andy Ward, Colin Bass, Jan Schelhaas och Kit Watkins) utgav 1979 I Can See Your House From Here, ett album som skapade problem i marknadsföringen därför att det hade ett, av vissa ansett som respektlöst, omslag som visade en korsfäst astronaut som såg ned på jorden. Albumet led också av att rocken blev förändrad då punkrocken gjorde sitt intåg, något som gjorde att progressiv rock fick mindre pressutrymme och därmed erfor lägre skivförsäljning. Camel led under denna plötsliga förändring och albumet fick den sämsta försäljningen sedan debuten. Kit Watkins lämnade bandet i slutet av världsturnén detta år.

### 1981–1983
Camel utgav därefter konceptalbumet Nude 1981, som behandlar en sann historia om en japansk soldat funnen på en övergiven stillahavsö flera år efter andra världskriget, utan att veta att kriget var slut. Albumet har en distinkt 80-tals-prägel och framhäver också tyngre improvisationer och orkestrering. Kit Watkins återvände för att bidra till turnén, men lämnade bandet igen direkt efteråt.
Sommaren 1981 fick Andy Ward problem med alkohol- och narkotikamissbruk och Camel upplöstes en kort period. Han deltog bland annat en kort period i Marillion i försök att ersätta Mick Pointer på trummor, men hans missbruk gjorde att han snabbt blev utkastad igen.
Efter att Decca Records hänvisade till kontraktet och därmed pressade bandet till att utge en "hit", blev en motvillig Andrew Latimer tvungen till att starta bandet igen senare samma år. Men eftersom Andy Ward förutom sina personliga problem, hade ådragit sig en allvarlig handskada, blev han ersatt av Stuart Tosh (trummor, sång). Camel fick denna gång hjälp av musikernomader som Kit Watkins (keyboard), Andy Dalby (gitarr), Chris Rainbow (sång), och David Paton (basgitarr, sång). Det resulterade 1982 i albumet med den ironiska titeln The Single Factor. Albumet var ett stort brott med gruppens progressiva rötter och kan påminna om Alan Parsons Project, något som möjligtvis kan förklaras med att David Paton och Chris Rainbow på denna tid också var medlemmar av detta band. På senhösten 1983 lämnade Kit Watkins bandet för tredje gången. Dessutom började rättsliga tvister med bandets tidigare manager Geoff Jukes. Dessa tvister tog fem år att lösa.

### 1984–1993
Under tiden hade Ton Scherpenzeel (keyboardspelare från det nederländska progrockbandet Kayak) intagit Kit Watkins plats. Tillsammans med Colin Bass och Paul Burgess (trummor) utgav gruppen 1984 albumet Stationary Traveller. Detta bröt ned gränserna som lagts av den förra skivan, och öppnade upp bandets relativt koncisa melodier med långe atmosfäriska instrumentala avsnitt, dock med en klar och bastant 1980-talsljudbild. Konceptet till albumet var baserat på det delade Berlin och dess politiska, känslomässiga och fysiska skillnader. Richie Close (keyboard) kom 1984 in som "backup" då turnén började. Close dog 1987 av legionärssjukan. 1985 avslutade Decca Records samarbetet med Camel därför att bandet inte längre arbetade aktivt med att producera nya låtar enligt kontraktet.
Under 1990, efter att stämningsprocessen relaterad till den tidigare managern var avslutad, flyttade Andrew Latimer till USA och startade Camel på nytt med Mickey Simmonds (keyboard), Colin Bass och Paul Burgess. Denna besättning spelade 1991 in och gav ut albumet Dust and Dreams. Detta var en musikalisk bearbetning av John Steinbecks Vredens druvor som gavs ut på Andrew Latimers eget nystartade skivbolag Camel Productions. Utgåvan kan på många sätt sägas likna Nude från 1981 i det den har en distinkt 1980-talsprägel, dock med otypiska inslag av instrument som oboe, munspel och valthorn.
År 1993 gavs liveskivan och samlingsalbumet Never Let Go (uppkallad efter en populär Camel-låt) ut.

### 1994–2000
Andrew Latimer jobbade nu ensam och präglad av sin fars död spelade han in albumet Harbour of Tears. Denna titel syftar på en hamn på Irland som var det sista utvandrarna såg innan de seglade över till USA runt 1845. Albumet har en känslosam, folklig, traditionell och irländsk-orienterad ljudbild, där Latimer spelar mycket flöjt och visslor.
1997 turnerade Camel igen, denna gång med Andrew Latimer (gitarr, sång), Colin Bass (bas, sång), Foss Patterson (keyboard) och Dave Stewart (trummor). Denna turnén resulterade i livealbumet Coming of Age som gavs ut 1999.
År 1999 spelade bandet in och gav ut albumet Rajaz. Albumets komposition var inspirerad av rytmen från en kamels fotsteg, något som skulle hjälpa den gående resande till att nå sin destination. Denna idé påverkade Latimer och han visar här ett bredare spektrum av engagemang och utvidgar sitt gitarrspel med experimentella jazzinfluenser. Han sjunger också på alla albumets sånger. Texterna reflekterar också hans livslånga artistiska val och personliga erfarenheter med bandet.

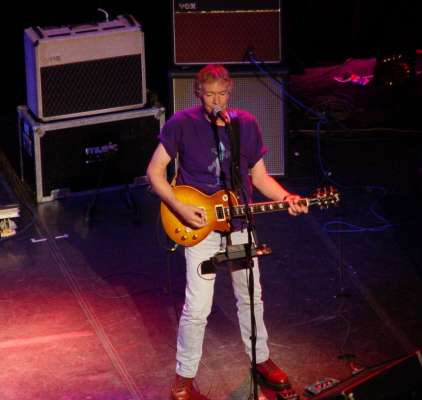
Andrew Latimer (oktober 2003)

Före den följande turnén lämnade Dave Stewart Camel för att driva sin musikaffär i Glasgow, (Skottland). Han ersattes av trumslagaren Denis Clement. Turnén 2000 blev också ackompanjerad av Guy Le Blanc på keyboard.

### 2000-talet
Andrew Latimer, Colin Bass, Guy Le Blanc och Denis Clement for 2001 på en turné till Sydamerika.
År 2002 utgav bandet albumet A Nod and a Wink, ett album som på många sätt kan sägas vara det första "bandprojektet" på många år. Albumet anspelar på Camels rötter och de olika banden inom genren progressiv rock på 1970-talet. I motsats till den förra utgåvan Rajaz (1999), som var starkt gitarrorienterad, bjuder denna skiva på mycket traditionellt flöjt- och keyboardspel. Medan några låtar är upplagt humoristiska och muntra, anknyter albumets sista låt, den tio minuter långa "For Today", till terrorangreppet 11 september 2001. Detta nummer avslutar albumet med ett känslosamt och emotionellt klimax.
Detta studioalbum är också Camels tills vidare sista skiva. På grund av finansiella och personliga bördor valde Andrew Latimer att avstå från framtida världsturnéer, så turnén år 2003 blev därför annonserad som en "avskedsturné". Guy Le Blanc blev av medicinska orsaker tvungen att sluta direkt efter att turnén var i gång. Han blev ersatt av Tom Brislin i USA och Ton Scherpenzeel i Europa. 2005 lade för övrigt Andrew Latimer skivbolaget Camel Productions på is och flyttade tillbaka till England där han enligt sina egna nyhetsuppdateringar planerar att starta igen under den närmaste framtiden. 2007 lades konserten från Hammersmith Odeon i London, 1984, ut på DVD under namnet Total Pressure. Denna innehåller förutom två timmar med konsert också tidigare okända klipp och en intervju med Andrew Latimer från 1985.

## Stilarter och uttrycksformer

### Progrockens storhetstid
Då Camel startade sin musikaliska karriär var de inspirerade av tidiga brittiska band som till exempel The Beatles, The Moody Blues och King Crimson i en tid då progrocken på allvar började göra insteg i den traditionella brittiska popmusiken. I början, då bandet var känt som The Brew, hade originalmedlemmarna en vinkling mot traditionell engelsk blues, samtidigt som de experimenterade med kompositioner och ett närmande till den kreativa popmusiken som bland andra The Beatles stod för med sitt album White Album. Trots att bandet startade i en period då psykedelisk musik hade befäst sin position tog ingen av The Brews musiker idéer därifrån, varken i förbindelse med musik eller livsstil. Detta kan möjligen förklaras med att bandet tidigt valde en traditionell musikalisk vinkling, samtidigt som de alla var uppvuxna i mindre engelska städer där psykedelisk musik inte hade samma inflytande. För Camel blev det viktigt att fokusera på talangen de hade rent musikaliskt, och detta är med på att prägla gruppen genom hela dess karriär.
Från början av 1970-talet fram till att de gav ut sin första skiva var Camel ett band som kombinerade flera stilarter. Bland annat kombinerade de traditionell blues och tidig progressiv rock med typiska instrument som gitarr, basgitarr, trummor och hammondorgel. Här var speciellt gitarr och orgel i snabbt samspel huvudstammen i de olika instrumentala kompositionerna, inte olikt vad Pink Floyd gjorde under samma tid. Denna grupp var enligt gitarristen Andrew Latimer deras förebild i flera år framöver, något som ledde till att Camel förutom att fortsätta med en oförutsägbar instrumental växling också experimenterade med kompositioner präglade av både flytande invecklade rytmer och otraditionella instrument som tvärflöjt. Några av låtarna från denna period kan jämföras både med Pink Floyd och King Crimson, men också med Jethro Tull.
Under progrockens storhetstid var det att arbeta med det som nu kallas konceptalbum ett vanligt fenomen bland banden. Detta gjorde Camel med The Snow Goose som är ett rent instrumentalt album baserat på en novell av författaren Paul Gallico. Denna vändning, från att basera sig på individuella låtar gärna skrivna av enskilda bandmedlemmar, till att arbeta samman som grupp i ett projektarbete där målet var att sätta musik till en historia, blev vändpunkten för Camel. De mottog bra kritik från flera håll, och blev ett populärt och vanligt konsertmål för en stadigt växande målgrupp.

### Nya infallsvinklar
Efter vändpunkten på mitten av 1970-talet fick gruppen både ett närmande mot elektroniska instrument som synthesizer och mot jazz i det som nu kallas jazz-fusion. En kombination av ofta förekommande medlemsbyten med tillhörande nya inflytanden och press från skivbolaget om att producera korta kommersiella låtar, gjorde att Camel fick både ett radikalt stilskifte mot jazz-fusion och en helt ny musikalisk aspekt. Detta överraskade bandets fans. Under denna period blev Camel jämfört med bland andra Genesis, Marillion, Steve Hackett, Tangerine Dream och Pendragon. Låtarna var fortsatt förankrade i progrocken, men blev med hjälp av nya bandmedlemmar och deras inflytande vinklade mot jazz, samtidigt som skivbolaget och branschen i övrigt ville ha kortare låtar för att kunna ge ut singlar och därmed också få speltid på radio och TV.
Bandet var under början av 1980-talet präglat av medlemsändringar, som bidrog med nya stilmässiga influenser. Detta förorsakade att Andrew Latimer återigen stod som originalbesättningens enda kreativa centrum då trumslagaren Andy Ward måste lämna bandet av personliga skäl. Camel gick som de flesta andra band på denna tid i riktning av popmusiken då punkrocken gjorde sitt intåg. Denna kursändring var ett av skälen till att progrock fick mindre pressutrymme därmed erfor lägre försäljning. Camel experimenterade först med atmosfäriska instrumentaler, men på grund av press från skivbolaget blev bandet tvunget att arbeta med korta poplåtar som kan påminna om Alan Parsons Project. Detta band hade å sin sida flera listtoppar i Storbritannien under samma period, förutom att två av Camels medlemmar kom från det bandet.
Camel gav likväl inte upp idéerna om tidskrävande konceptalbum, och detta kombinerat med experimentering med ständigt nya instrument som panflöjt, oboe och munspel samt utommusikaliska händelser, som start av nytt skivbolag, gjorde att Camel fick en ny giv på 1990-talet. Från denna period blir Camels ljudbild präglad speciellt av Andrew Latimers gitarr och hans roll i bandet. Musiken och texterna kan ses som personliga och djupa, och som ofta avspeglar Latimers livslånga artistiska val och personliga erfarenheter med bandet.

### Camel som konsertband
Camels konserter hade inte samma karaktär som till exempel The Rolling Stones eller Pink Floyds. Camel använde inte stora scener och spektakulära hjälpmedel i form av ljus och rök för att skapa en extra dimension, utan hellre små riggar och minimalt med ljusprojektorer och externa hjälpmedel. Detta kan förklaras med att bandet inte var lika populärt som de nämnda grupperna och därmed inte spelade för en lika stor publik på lika stora arenor. En annan orsak var möjligen att musikerna inom gruppen tyckte om att spela i mindre konsertlokaler där de kunde ha fokus på musiken och då speciellt konstrock. Camel har hållit konserter i Storbritannien och på kontinenten i Europa. De har också haft omfattande turnéer både i Nord- och Sydamerika samt i Japan.

## Betydelse
Camel var ett av de mer markanta banden i mitten av 1970-talet då progrocken hade sin storhetstid. Det tappade terräng då punkrocken och poprocken gjorde sitt intåg. Gruppen fick ett uppsving efter den nya uppstarten i begynnelsen av 1990-talet och tidigare fans återvände tillsammans med yngre fans. De nya fansen fick en inblick i Camels musik genom nedladdning från internet eller inköp av nyutgivna tidigare album. Före denna period var Camel inspirerade av grupper som Roxy Music, Pink Floyd, The Moody Blues, King Crimson, Genesis och inte minst The Beatles. Senare inspirationskällor för bandet var bland andra Yes och Alan Parsons Project.
Grupper som offentligt har sagt att de har hämtat inspiration från Camel är Eloy, Finch, Cairo och Opeth. Av andra band och artister som under en period kan jämföras med Camel musikaliskt är Kayak, Caravan, Marillion, Renaissance, Gentle Giant, Focus, Wishbone Ash, National Health, Brian Eno, David Gilmour, Steve Hackett, Styx, The Strawbs, Jethro Tull, Robert Fripp och Asia.

## Övrigt
- Under Breathless-turnén sade Andrew Latimer följande: "...Vid ett tillfälle funderade jag på att kalla bandet Caramel!" (med syftning på flera medlemmar från Caravan som hade anslutit sig till Camel).[2]
- Doug Ferguson är krediterad med sin duffle coat på The Snow Goose. Den användes till att framställa ljud som skulle efterlikna vingslag från fåglar och kan höras på låten Epitaph.[3]
- Mikael Åkerfeldt från progressive metal-bandet Opeth har hävdat att Camel har haft ett stort inflytande på deras musik och han har samtidigt medgivit att introt i låten "Never Let Go" från albumet Camel användes i Benighted från Opeths album Still Life.[4]

## Medlemmar

### Nuvarande medlemmar
- Andrew Latimer – gitarr, sång, flöjt, blockflöjt, keyboard, basgitarr (1971–)
- Colin Bass – basgitarr, sång, keyboard, akustisk gitarr (1979–1981, 1984–)
- Denis Clement – trummor (2000–)
- Pete Jones – keyboard, sång, saxofon (2016–)

### Tidigare medlemmar
- Doug Ferguson – basgitarr, sång (1971–1977)
- Andy Ward – trummor, percussion (1971–1981)
- Peter Bardens – keyboard, sång (1971–1977; död 2002)
- Mel Collins – saxofon, flöjt (1977–1979, turnerande 1976–1977)
- Richard Sinclair – basgitarr, sång (1977–1979)
- Dave Sinclair – keyboard (1978–1979)
- Jan Schelhaas – keyboard (1978–1981)
- Kit Watkins – keyboard (1979–1981, turnerande 1982)
- Chris Rainbow – sång, keyboard (1982–1984; död 2015)
- David Paton – basgitarr, sång (1982–1984)
- Paul Burgess – trummor, percussion (1984–1992)
- Mickey Simmonds – keyboard (1991–1992)
- Dave Stewart – trummor, percussion (1997–2000)
- Guy LeBlanc – keyboard, sång (2000–2015; död 2015)
- Ton Scherpenzeel – keyboard (1984, 1991, turnerande 2003, 2014–2016)

### Turnerande medlemmar
- Stuart Tosh – trummor (1982)
- Andy Dalby – gitarr (1982)
- Chris Rainbow – keyboard, sång (1982, 1984)
- Richie Close – keyboard (1984; död 1991)
- Foss Patterson – keyboard, sång (1997)
- Tom Brislin – keyboard (2003)
- Jason Hart – keyboard, akustisk gitarr, sång (2013–2016)

### Bildgalleri

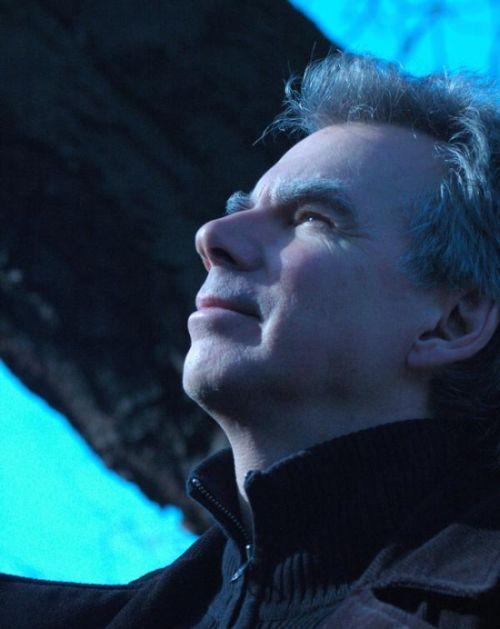
Colin Bass
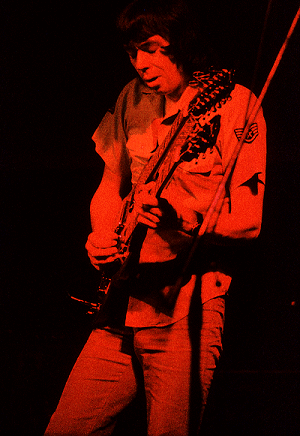
Andrew Latimer
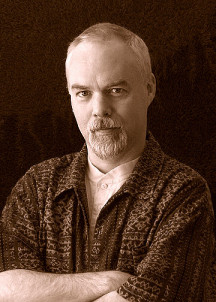
Kit Watkins
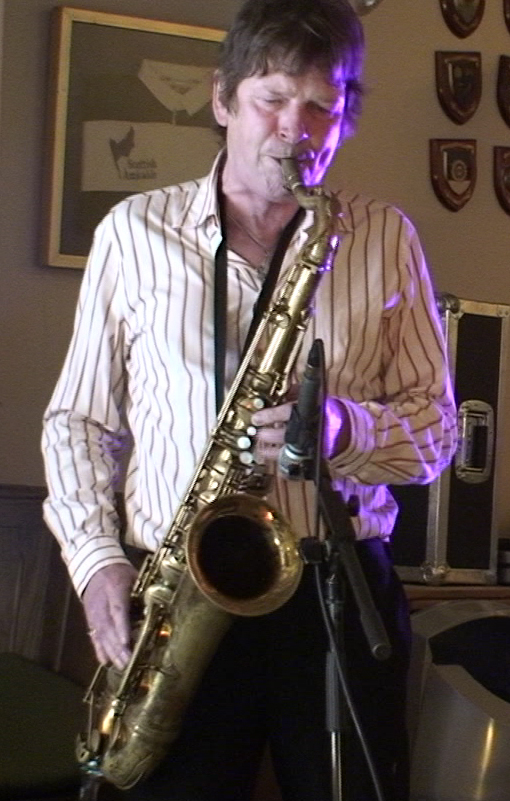
Mel Collins
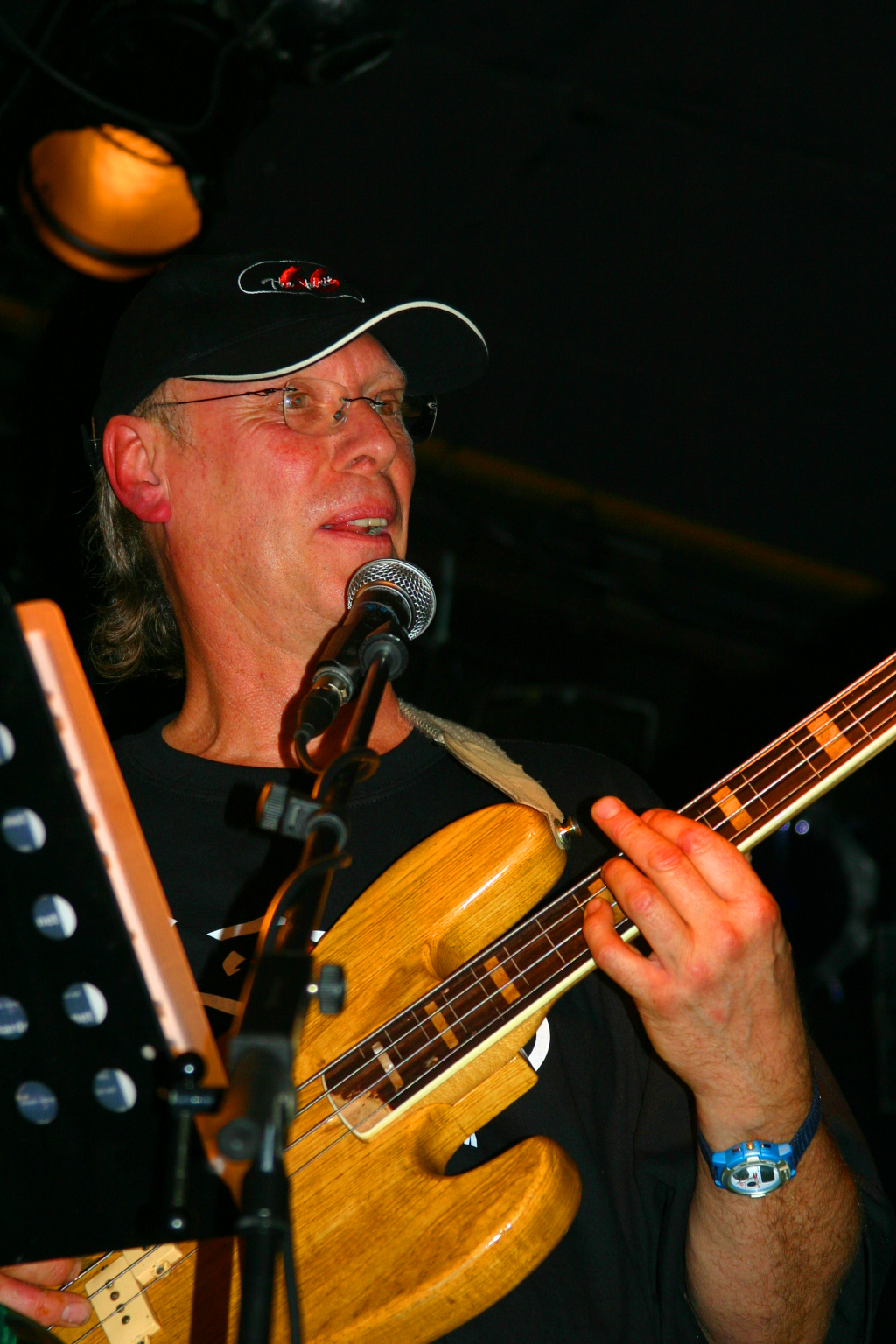
Richard Sinclair

## Diskografi

### Studioalbum
- 1973 – Camel
- 1974 – Mirage
- 1975 – The Snow Goose
- 1976 – Moonmadness
- 1977 – Rain Dances
- 1978 – Breathless
- 1979 – I Can See Your House from Here
- 1981 – Nude
- 1982 – The Single Factor
- 1984 – Stationary Traveller
- 1991 – Dust and Dreams
- 1996 – Harbour of Tears
- 1999 – Rajaz
- 2002 – A Nod and a Wink

### Livealbum
- 1978 – A Live Record
- 1984 – Pressure Points
- 1992 – On the Road 1972
- 1993 – Never Let Go
- 1994 – On The Road 1982
- 1997 – On The Road 1981
- 1999 – Coming of Age
- 2000 – Gods of Light
- 2001 – The Paris Collection

### Samlingsalbum
- 1981 – Chameleon (Best of Camel)
- 1985 – Camel: The Collection
- 1985 – A Compact Compilation
- 1991 – Landscapes
- 1993 – Echoes: The Retrospective
- 1997 – Master Series
- 2001 – Lunar Sea

### Singlar
Album i parentes
- 1973 – "Curiosity" (Mirage)
- 1975 – "Flight of the Snow Goose" (The Snow Goose)
- 1975 – "The Snow Goose" (The Snow Goose)
- 1976 – "Another Night" (Moonmadness)
- 1977 – "Highways of the Sun" (Rain Dances)
- 1980 – "Remote Romance" (I Can See Your House From Here)
- 1980 – "Your Love Is Stranger Than Mine" (I Can See Your House From Here)
- 1981 – "Lies" (Nude)
- 1982 – "No Easy Answer" (The Single Factor)
- 1984 – "Long Goodbyes" (Stationary Traveller)
- 1984 – "Cloak and Dagger Man" (Stationary Traveller)

## Videografi
- 1984 – Pressure Points (VHS, live från 1984-turné)
- 1999 – Coming of Age (VHS, live från 1997-turné)
- 2002 – Coming of Age (DVD, live från 1997-turné)
- 2003 – Curriculum Vitae (DVD, fakta om bandets historia)
- 2003 – Pressure Points (DVD, live från 1984-turné)
- 2004 – Camel Footage (DVD, diverse konsertklipp)
- 2005 – Camel Footage 2 (DVD, diverse konsertklipp)
- 2007 – Total Pressure (DVD, live från 1984-turné)